# 第一次卡佩尔战争

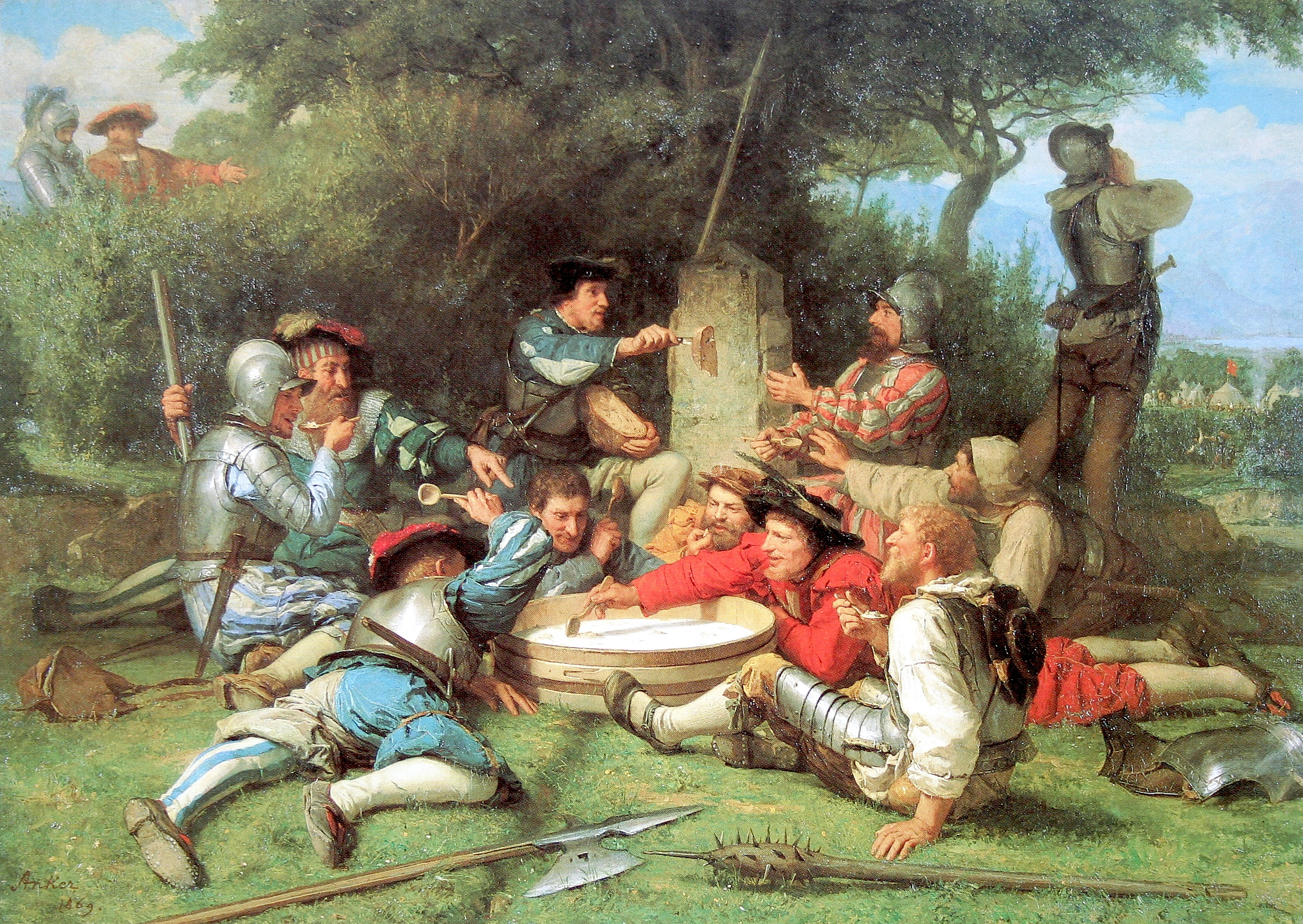
卡佩尔奶汤，选自一张1869年油画

第一次卡佩尔战争（Erster Kappelerkrieg）是瑞士宗教改革期间旧瑞士邦联的新教与天主教州之间的一次武装冲突，发生于1529年。它得以在未打一枪的情况下和平结束，卡佩尔的第一个土地和平令生效。
在慈运理的领导下，信仰新教的苏黎世州与市同其他新教州组成抵抗联盟“基督教公民联盟”（Das Christliche Burgrecht），其中还包括康斯坦茨和斯特拉斯堡。作为回应，天主教州则与奥地利的斐迪南结盟。
双方的冲突还涉及共有地区的情况，特别是图尔高州，那里的管理每年在各州间轮流两次，因此一直在天主教和新教统治间转换。几次的斡旋努力都以失败告终，例如1526年的巴登争议。
经过多次小冲突和双方的挑衅，1528年5月一名天主教神父在图尔高被处死，1519年新教牧师J·凯泽在施维茨被处于火刑。最后一根稻草则是在巴登设置了一位天主教地方行政官。苏黎世于6月8日宣战，占领了图尔高和圣加仑修道院领地，并向楚格州附近的卡佩尔行进。
在邦联议事会的斡旋下，勉强避免了战火。就在两军对垒（苏黎世与楚格之间的卡佩尔行军）、谈判进行之时，双方的士兵做了不互相挑衅的安排。卢塞恩的Johannes Salat作为目击者，记录下双方阵营的人怎样友好地交往，一起喝酒聊天。海因里希·布林格后来用“卡佩尔奶汤”（Kappeler Milchsuppe）这个词来形容两军之间的一个小轶事，说的是苏黎世这边提供面包，楚格提供牛奶。这成了邦联成员间和解与妥协的持久象征。
和平协议（Erster Landfriede）对天主教一方不是十分有利，他们不得不解散了与奥地利哈布斯堡王朝的联盟。然而双方之间的紧张局势仍基本没有缓解，两年后终于导致第二次卡佩尔战争。

## 参看
- Second War of Kappel（英语：Second War of Kappel） (1531)
- First War of Villmergen（英语：First War of Villmergen） (1656)
- Toggenburg War（英语：Toggenburg War） of Second War of Villmergen (1712)
- 独立联盟战争 (1847)